# Кирьят-Сефер
Кирья́т-Се́фер, он же Двир и Кирья́т-Сана (Кириаф-Сефер, Давир, и Кириаф-Санна в синодальном переводе) — ханаанский, затем еврейский город к югу от Хеврона.
Библия упоминает его в списке 31 городов, захваченных во время завоевания Ханаана евреями под предводительством Иисуса Навина, и связывает с захватом города Халева, одного из двенадцати разведчиков, посланных Моисеем, чтобы осмотреть Ханаан, и Гофониила, первого из судей израильских (Нав. 10:38-39, Нав. 15:15-17 и Суд. 1:10-13). Город вошел в надел колена Иуды и был одним из городов-убежищ (1Пар. 6:57-58).
В разное время Двир отождествлялся с несколькими местами раскопок — с арабской деревней Ад-Дахария, с телем Бейт-Мирсим, с 1968 года большинство археологов поддерживает отождествление древнего Двира с развалинами рядом с арабской деревней Рабуд, т.н «Хурбат Рабуд» или Тель-Двир.
Согласно археологическом находкам на Тель-Двир, город существовал со времен позднего бронзового века. В IX веке до н. э. серьезная крепостная стена заключала площадь в 5 гектар. Город был разрушен в VIII векe до н. э., предположительно во время похода ассирийского царя Синаххериба на Иудейское царство, снова был заселен и укреплен, и процветал, судя по количеству жителей вне крепостных стен. Затем был, как и другие города Иудеи, разрушен в 586 году до н. э. во время похода Навуходоносора. После возвращения евреев из Вавилонского плена город снова был заселен, но уже не достиг прежнего расцвета.